# Захаров, Павел Иванович
Павел Иванович Захаров — советский хозяйственный, государственный и политический деятель, Герой Социалистического Труда.

## Биография
Родился в 1917 году в селе Заокское. Член КПСС с 1944 года.
Участник Великой Отечественной войны, командир отделения, а затем начальник радиостанции роты связи 954-го стрелкового полка 194-й стрелковой дивизии Центрального и 2-го Белорусского фронтов. С 1945 года — на хозяйственной, общественной и политической работе. В 1945—1965 гг. — председатель Заокского сельсовета, председатель колхоза «Красное знамя» Солотчинского/Рязанского района Рязанской области.
Указом Президиума Верховного Совета СССР от 8 января 1960 года присвоено звание Героя Социалистического Труда с вручением ордена Ленина и золотой медали «Серп и Молот».
Умер в селе Заокское Рязанского района в 1965 году.